# Cascastel-des-Corbières
Cascastel-des-Corbières (okzitanisch Caçcastèl de las Corbièras) ist eine Gemeinde mit 216 Einwohnern (Stand 1. Januar 2022) in Frankreich. Sie liegt im Département Aude in der Region Okzitanien.

## Lage
Cascastel-des-Corbières liegt in den östlichen Ausläufern des Berglands der Corbières in einer Höhe von ca. 150 Metern ü. d. M. Die nächstgrößeren Städte sind Narbonne (ca. 40 Kilometer Fahrtstrecke nordöstlich) und Perpignan (ca. 50 Kilometer südöstlich). Das Gemeindegebiet liegt zwar im Regionalen Naturpark Corbières-Fenouillèdes, die Gemeinde ist diesem jedoch nicht beigetreten.

## Bevölkerungsentwicklung
| Jahr      | 1962 | 1968 | 1975 | 1982 | 1990 | 1999 | 2007 | 2016 |
| Einwohner | 242  | 268  | 234  | 214  | 204  | 196  | 208  | 224  |

## Wirtschaft
Ein Großteil der landwirtschaftlichen Flächen dient dem Weinbau. Die Weinfelder liegen innerhalb der geschützten Herkunftsbezeichnungen Corbières, Rivesaltes, Muscat de Rivesaltes und Fitou. Auch der Tourismus (Vermietung von Ferienhäusern) spielt eine gewisse Rolle für die Einnahmen der Gemeinde.

## Geschichte
Zur Geschichte des kleinen und abgelegenen Orts ist nicht viel bekannt. Vom Albigenserkreuzzug (1209–1229) scheint der Ort unberührt geblieben zu sein. Im 13. Jahrhundert teilten sich die Abtei Sainte-Marie de Lagrasse und weltliche Grundherrn (seigneurs) die Grundherrschaft über den Ort. Im 14. Jahrhundert gab es wiederholte Übergriffe von aragonesischer Seite.

## Sehenswürdigkeiten
- Das Château von Cascastel (oder besser: der Burgturm) stammt aus dem 12. Jahrhundert und liegt am Ortsrand über dem – oft ausgetrockneten – Flüsschen Berre. Im 17. und 18. Jahrhundert wurde die mittelalterliche Burg um einige eher unauffällige neuere Anbauten erweitert; aus dieser Zeit stammt möglicherweise auch die ansteigende Brücke, die Burg und Ort mit der anderen Seite des Flüsschens verbinden. Die Mauern des Turms sind etwa 2,50 Meter dick; der ehemalige Eingang führte – wie im Mittelalter üblich – ins erste Geschoss mit seinem 8 Meter hohen gewölbten Repräsentations- und Festsaal. Das Untergeschoss war den Wachen vorbehalten. Im Rahmen einer Umbaumaßnahme wurden einige Fensteröffnungen in das Mauerwerk eingefügt, um mehr Licht in die beiden Geschosse des Turms einzulassen; auf der gut zu verteidigenden Flussseite führt eine ins Mauerwerk eingelassene schmale Steintreppe hinauf auf die ehemals nicht überdachte Wachplattform. Seit dem Jahr 1948 ist der Burgturm als Monument historique[1] anerkannt.
- Die Winzer des Ortes bieten diverse Möglichkeiten zu einer Weinprobe (dégustation).

## Gemeindepartnerschaft
Partnergemeinde von Cascastel ist seit 2009 das elsässische Pfastatt bei Mülhausen.